# Karl Latham
Karl Latham (* 9. Juni 1961 in Trenton (New Jersey)) ist ein US-amerikanischer Jazz-Schlagzeuger und Musikpädagoge.

## Leben und Wirken
Latham, der aus einer musikalischen Familie stammt, begann bereits mit sieben Jahren mit dem Schlagzeugspiel; den Bachelor erwarb er an der Ohio University. Sein Musik- und Informatikstudium setzte er an der Rutgers University, Ohio University und am Berklee College of Music fort; ferner hatte er Unterricht bei Gary Chester, Freddie Waits und Joe Morello. Ab 1993 arbeitete er in der amerikanischen Jazzszene und auch regelmäßig in Europa, u. a. mit Joel Frahm, Joe Lovano, Bob Malach, Boris Kozlov, Seamus Blake und Kermit Driscoll. Er ist Mitglied der Formation Unit1, mit Mark Egan und John Hart, außerdem mit Don Braden Co-Leader der Band Big Fun(K). 2000 legte er sein Debütalbum Dancing Spirits vor; ab den 2000er Jahren arbeitete er in Deutschland u. a. mit Wolfgang Lackerschmidt, Stefanie Schlesinger und Johannes Mössinger.
Latham unterrichtete als Adjunct Professor an verschiedenen Colleges in New Jersey. 

## Diskographische Hinweise
- Dancing Spirits (1999), mit Kermit Driscoll, Bob Malach, John Hart
- Urbaniak / Lackerschmid Connection Polish Wind (2005) mit Michal Urbaniak, Wolfgang Lackerschmid, John Lee
- Resonance (2007), mit Vinnie Cutro, John Hart, Kermit Driscoll
- Don Braden/Karl Latham: Big Fun(k): Live (2010)